# Chacosaltator
Chacosaltator (Saltatricula multicolor) är en fågel i familjen tangaror inom ordningen tättingar.

## Utbredning och systematik
Chacosaltator är den enda arten i släktet Saltatricula. Fågeln förekommer i sydöstra Bolivia, västra Paraguay, nordvästra Uruguay och norra Argentina.

## Status och hot
Arten har ett stort utbredningsområde, men tros minska i antal, dock inte tillräckligt kraftigt för att den ska betraktas som hotad. Internationella naturvårdsunionen IUCN listar arten som livskraftig (LC).

## Namn
Fågeln har fått sitt svenska namn från Gran Chaco, ett torrt slättlandsområde på gränsen mellan Bolivia, Paraguay, Argentina och Brasilien.